# Alexandre de Rodes
Alexandre de Rodes (en llatí Alexander, en grec antic Ἀλέξανδρος) va ser un dirigent polític de Rodes, un dels caps del partit popular. Va viure al segle i aC.
Quan va esclatar la guerra contra Gai Cassi Longí va ser elevat al càrrec de Prità l'any 43 aC. Poc després Alexandre i l'almirall rodi Mnasees van ser derrotats per Cassi Longí a la batalla naval de Cnidos i va perdre el poder, segons diu Apià.